# Begonia imperialis
Императорската бегония (Begonia imperialis) е многогодишен вид от семейство Бегониеви, принадлежащ към рода Бегония и произхождащ от Мексико. Листата ѝ са тъмнозелени, сърцевидни, дълги около десетина см, покрити с власинки и напръскани със сребристи петна. Цветовете ѝ са бели и се появяват през зимата – от януари до март.
Съществуват множество разновидности на този вид.